# Aeroportul Hooker Creek
Aeroportul Hooker Creek (IATA: HOK, ICAO: YHOO) este un aeroport din Teritoriul de Nord, Australia.
Situat la o altitudine de 316 m, aeroportul dispune de o singură pistă.